# Guérande
Guérande (bret. Gwenrann) – miejscowość i gmina we Francji, w regionie Kraj Loary, w departamencie Loara Atlantycka.
Według danych na rok 2010 gminę zamieszkiwały 15 534 osoby, a gęstość zaludnienia wynosiła 190 osób/km².
Guérande znana jest głównie z pozyskiwania soli morskiej. Tamtejsze solarnie produkują nieprzerwanie sławną na całym świecie sól jeszcze od czasów rzymskich. W miejscowości hoduje się również ostrygi. Do najbardziej rozpoznawalnych marek kojarzonych z Guérande należy „Le Paludier”.

## Współpraca
- Dinkelsbühl, Niemcy
- Almagro, Hiszpania
- Dolgellau, Wielka Brytania
- Castro Marim, Portugalia